# Potorous
Potorous é um gênero de marsupial da família Potoroidae.

## Espécies
- Potorous tridactylus (Kerr, 1792)
- Potorous gilbertii (Gould, 1841)
- Potorous longipes Seebeck e Johnston, 1980
- †Potorous platyops (Gould, 1844)